# Cymbocarpum erythraeum
Cymbocarpum erythraeum är en växtart i släktet Cymbocarpum och familjen flockblommiga växter. Den beskrevs av Augustin Pyrame de Candolle som Anethum erythraeum, och fick sitt nu gällande namn av Pierre Edmond Boissier 1872.
Arten är en ett- eller tvåårig ört som förekommer från östra Turkiet till nordvästra Iran.